# جورجو زانکارانو (دوچرخه‌سوار)
جورجو زانکارانو (ایتالیایی: Giorgio Zancanaro؛ زادهٔ ۱۵ آوریل ۱۹۴۰ ‏(۸۴ سال)) دوچرخه‌سوار اهل ایتالیا است.